# Nils Björklöf
Nils Torolf Björklöf (Ingå, 12 de abril de 1921-Estocolmo, 16 de julio de 1987) fue un deportista finlandés que compitió en piragüismo en la modalidad de aguas tranquilas.
Participó en los Juegos Olímpicos de Londres 1948, obteniendo dos medallas de bronce en las pruebas de K2 1000 m y K2 10 000 m. Ganó una medalla de oro en el Campeonato Mundial de Piragüismo de 1948 en la prueba de K2 500 m.

## Palmarés internacional
| Juegos Olímpicos   | Juegos Olímpicos      | Juegos Olímpicos  | Juegos Olímpicos |
| Año                | Lugar                 | Medalla           | Evento           |
| ------------------ | --------------------- | ----------------- | ---------------- |
| 1948               | Londres (Reino Unido) | Medalla de bronce | K2 1000 m        |
| 1948               | Londres (Reino Unido) | Medalla de bronce | K2 10 000 m      |
| Campeonato Mundial |                       |                   |                  |
| Año                | Lugar                 | Medalla           | Evento           |
| 1948               | Londres (Reino Unido) | Medalla de oro    | K2 500 m         |